# 前進商務飛機
前進商務飛機為義大利比雅久飛機公司所設計並製造，用於商務航空的乘客飛機，雙發動機噴射螺旋槳作為動力來源，最多可乘坐9名乘客，可由1名或2名飛行員進行操作。
前進商務飛機是以義大利文之前進(Avanti)而命名，和其它飛機最大的不同點為獨特的前翼設計，及後移的主翼位置，使前進型商務飛機有鴨式佈局(Canard Configuration)，但仍使用傳統飛機所採用的水平安定面作為飛機俯仰的平衡。同時採用最為獨特的後推式螺旋槳
前進商務飛機的機型編號為P180，最大的使用者為位於美國的Avantair航空公司。

## 沿革

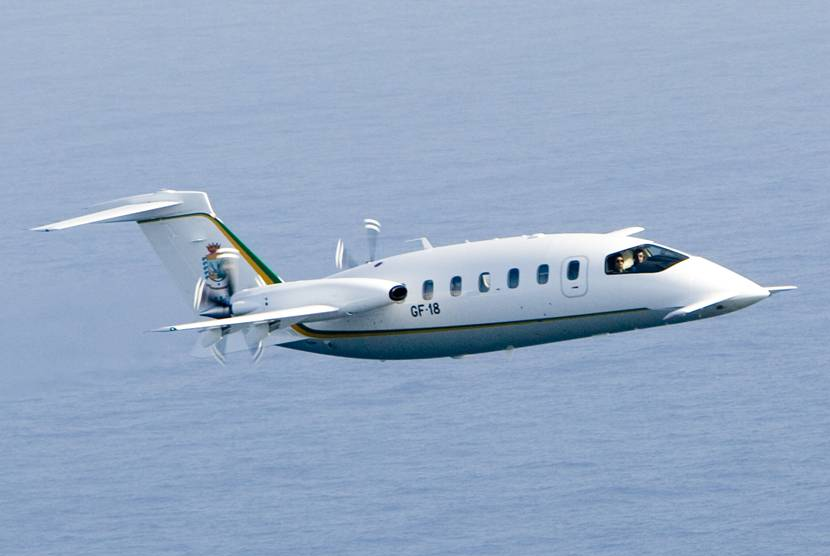
前進商務飛機的連續流線型的機體

前進商務飛機在1980年至1981年間，在美國和義大利進行外型的風洞測試，最初比雅久公司與[李爾噴射機]公司合作，但合作計劃不久後就中止，比雅久公司持續前進商務飛機的研發，原型機在1986年9月23日進行首航，在1990年3月，前進商務飛機取得義大利和美國的機型檢定許可證。
從外型上，前進商務飛機受到李爾噴射機的影響，飛機尾部具有和李爾噴射機相同的三角翼(Delta Fin)，可在低空速時，產生恢復失速的空氣力。在推出生產線後，由義大利公司設計的前進商務飛機，反而選擇在美國商務飛機生產重鎮－堪薩斯州的威奇塔製作，再飛回比雅久廠進行最後組裝。由於缺乏資金，前進商務飛機在初期發展不順。但在1998年，由於法拉利車廠老闆Piero Ferrari所領導的投資者投入資金。在2005年10月，前進商務飛機共出廠100架，到2008年5月出廠數目增加到150架。在2010年10日，比雅久飛機宣稱，所有的前進商務飛機，共同累積500,000的無致命事故(Fatal Accident)的飛行小時。
改良的前進二型商務飛機，在2005年取得美國及歐盟的機型檢定證。在六個月間，即接到70架的訂單，其中 36架來自於Avantair航空公司。升級的前進二型商務飛機有電子化的儀表，及較大功率的發動機，耗油效率較佳。

## 設計

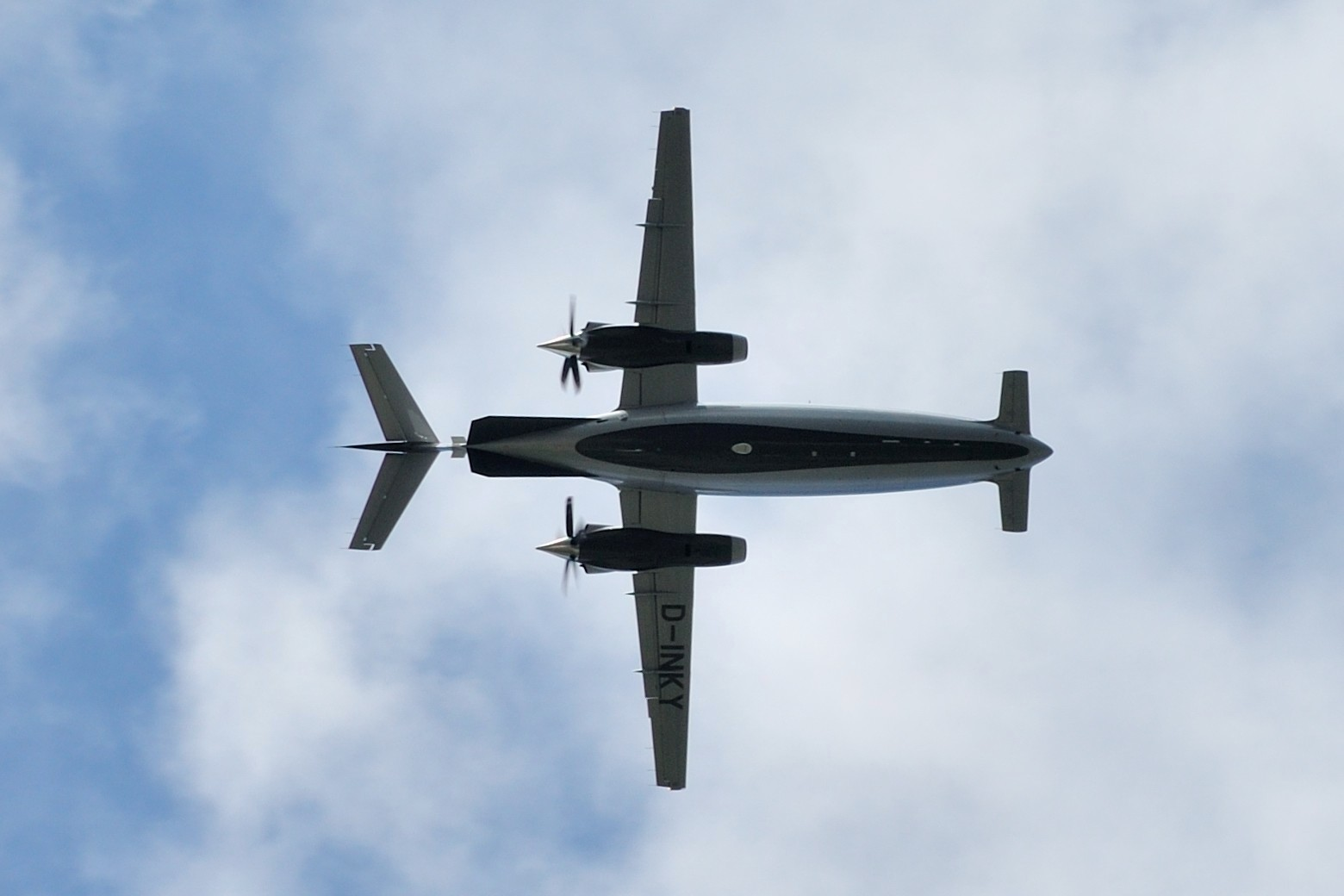
前進型商務飛機的特殊造型

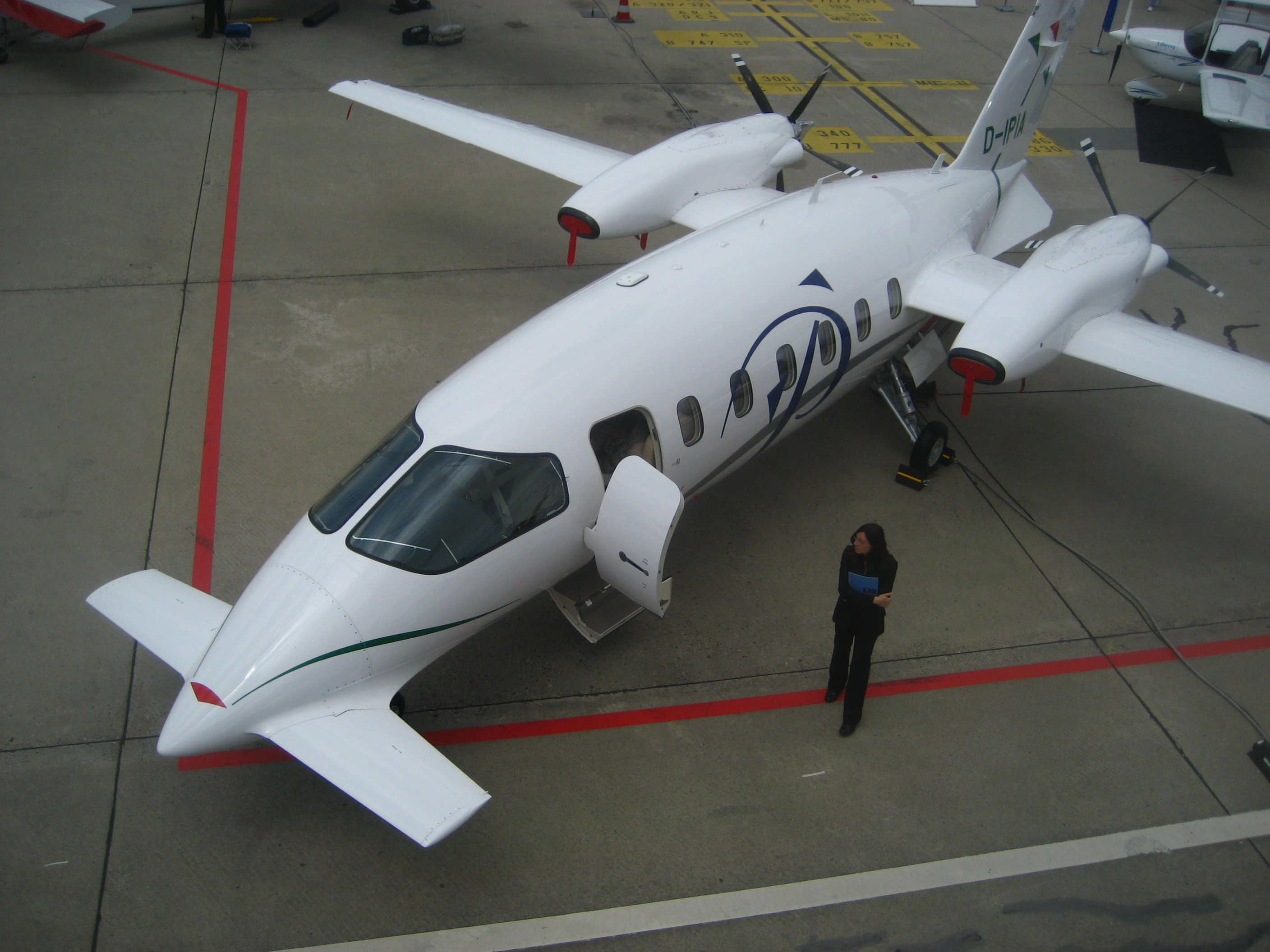
前進商務飛機獨特的鴨式前翼

由於主翼較傳統飛機後移，前進商務飛機不需以傳統高置(High Wing)或低置機翼(Low Wing)，而採用了中置機翼的設計，這使得主翼的翼樑(Wing Spar)不需穿越機艙，使得前進商務飛機的客艙有較高的空間。前進二型商務飛機的鴨式前翼並不具有控制俯仰的功能，需裝置傳統飛機的T型水平安定面。但前進商務飛機的水平安定面不會產生向下的平衡力(Tail Down Force)，傳統飛機的向下的平衡力會使飛機的空速減低，燃油效率也不佳。比雅久飛機公司具有三升力面的專利權(3 Lifting-Surface Configuration/3LS)，較傳統的噴射螺旋槳的商務飛機，前進商務飛機的空速較快，燃油效率也較佳。
前進型商務飛機的鴨式前翼，具有和主翼之襟翼同步伸展之襟翼(Flap)，當飛機的空速過低時，前翼會先失去升力，產生向下的失速改正。
前進型商務飛機另一的特點是連續流線的機身，比雅久飛機公司表示，前進型商務飛機的機身，亦可產生總升力之20%的升力，而其餘的80%的升力，由主翼和前翼所共同產生。整體造型在巡航時，可較傳流造型飛機50%因邊界層流不平滑所造成的阻力，達50%。
比雅久飛機公司同時表示，獨特的設計，使飛機的機翼減少34%的面積，可達到每磅燃油可飛行0.84海浬的高效。

## 生產機型
P.180 Avanti
前進一型商務飛機
P180 M
軍用編號，可使用於軍方的人員及貨物專機
P.180 RM
特殊用途飛機，用於導航系統的空中校驗
P.180 AMB
特殊用途飛機，用於醫療救援
P.180 APH
特殊用途飛機，用於空中照測
P.180 Avanti II
前進二型商務飛機，航電和發動機的升級
P180 Avanti MPA
海上監視無人機設計其中配備不同的偵察裝備,包括雷達與光電裝置(電視攝影/紅外線)及任務系統

## 使用者

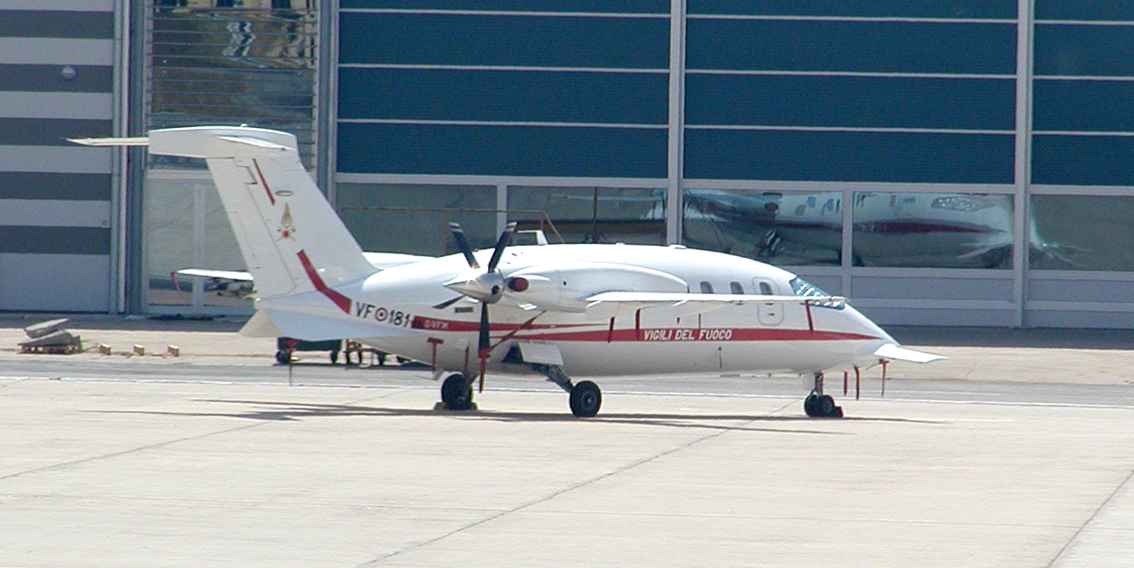
位於羅馬錢皮諾機場的意大利消防部隊前進商務飛機。

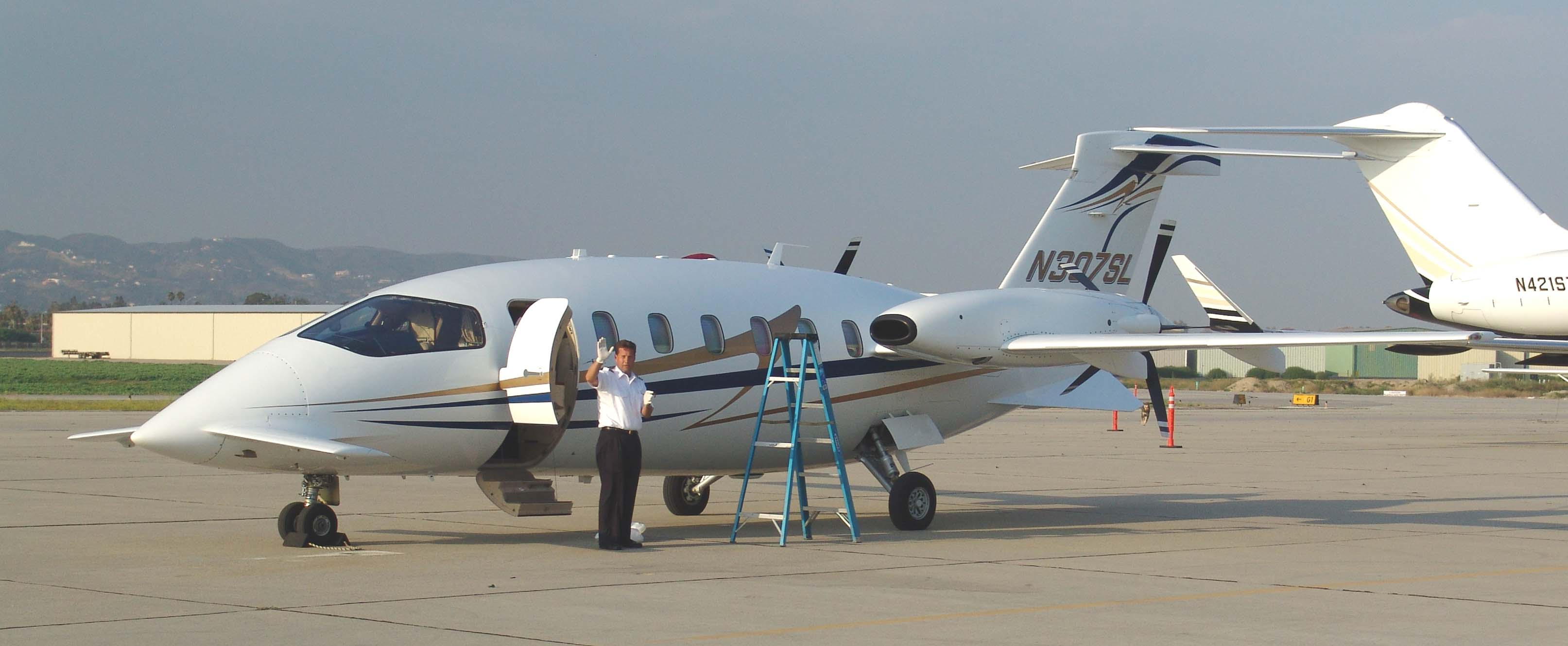
位於美國加州卡馬里約機場的前進商務飛機。

### 民間用戶
加拿大
- Bell Aliant - 1[5]
- Cascades Inc. - 2[5]
- Skyservice Business Aviation - 2[5]
- 加拿大皇家騎警 - 1[5]

 法國
- Brittany Ferries - 1
- Pan Européenne Air Service - 1 [6]
- Transport'Air - 4[7]

 德国
- AirGO Private Airline - 5[8]

 義大利
- Blue Panorama Airlines - 2[9]
- 意大利緊急民防部（義大利語：Dipartimento della Protezione Civile）[10]
- 意大利國立森林衛隊（義大利語：Corpo forestale dello Stato） - 1[11]
- 意大利國家警察（義大利語：Polizia di Stato） - 1[12]
- 意大利消防部隊（義大利語：Corpo nazionale dei vigili del fuoco） - 2[13]
- Windjet - 2[14]

 约旦
- Saraya Skies - 3 (3 others in option)[15]

 荷蘭
- Solid Air - 1[16]

 波蘭
- 波蘭空中救護服務隊（波兰语：Lotnicze Pogotowie Ratunkowe） - 2[17]

 美国
- Avantair - 56 aircraft ordered[18][19]

### 軍方用戶
保加利亚

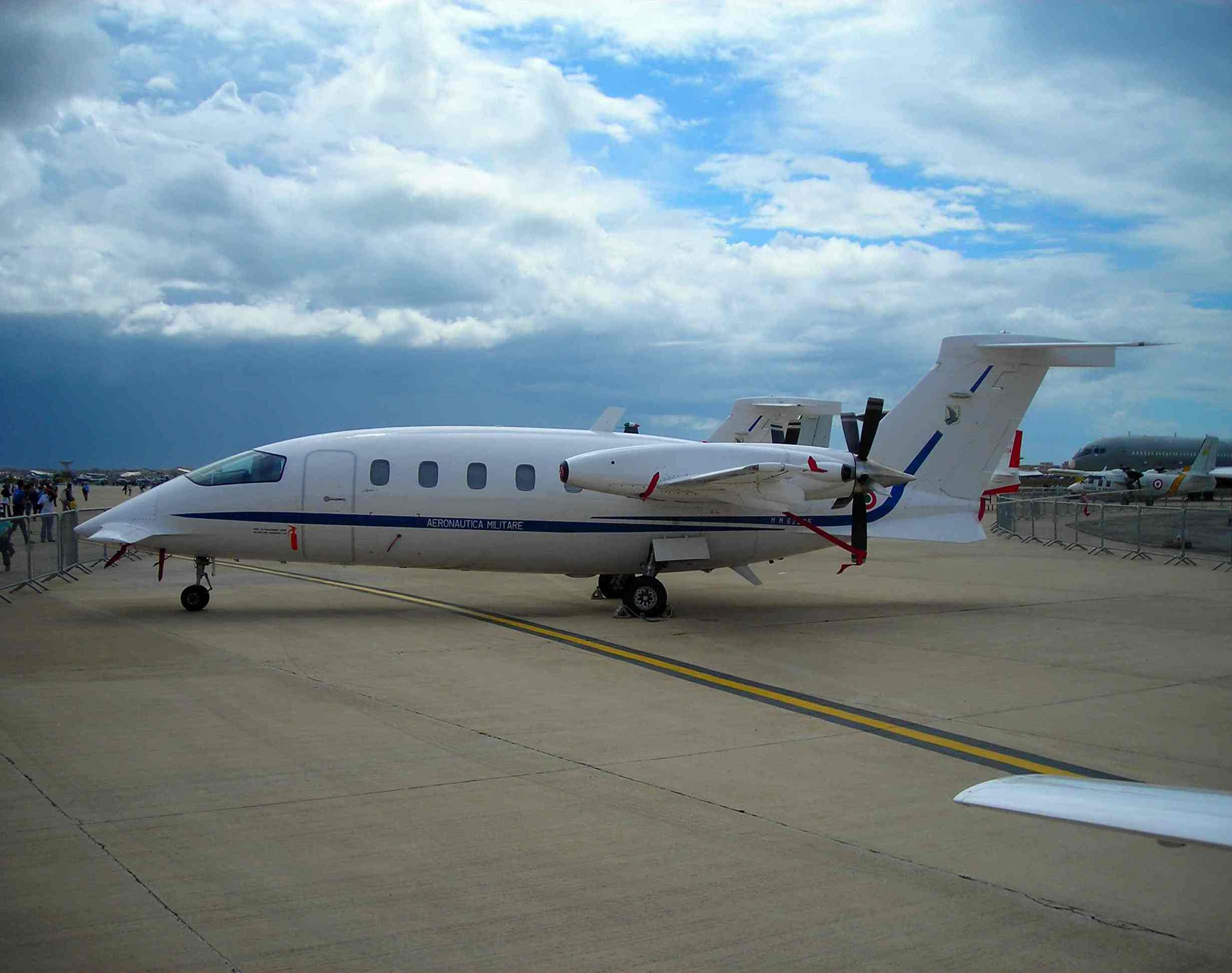
停泊在馬里奧·德·貝納迪空軍基地的意大利空軍前進商務飛機。

- 保加利亞空軍第28飛行隊[20]

 義大利
- 意大利空軍[10]
- 意大利陸軍[10]
- 意大利海軍[21]

 阿联酋
- 阿聯酋空軍 - 2.[22]

## 規格 (P180 前進型商務飛機)
参考资料：Brassey's World Aircraft & Systems Directory 1999-2000 
基本信息
- 机组：one or two pilots
- 容量：up to nine passengers

性能

## 外部連結
- Piaggio Aero Industries（页面存档备份，存于）
- Airliners.net Photos （页面存档备份，存于）

Template:Piaggio aircraft